# بوروتو: ناروتو الفلم
بوروتو: ناروتو الفيلم هو الفيلم الحادي عشر من أفلام ناروتو ويرتكز على المانغا التي ألفها ماساشي كيشيموتو وهو من إخراج هيرويوكي ياماشيتا.

## القصة
تبدأ القصة بوجود جماعة من عائلة أوتسوتسكي تهاجم الجينشوريكي وتمتص طاقتهم فيقوم ساسكي بالذهاب إلى منزل كاغويا فيجد لفيفة تحتوي على رموز مشفرة وأثناء ذلك يتعرض له اثنان من العائلة المالكة هما موموشيكي وكينشيكي تدور معركة عنيفة بين ساسكي وكينشيكي واستطاع ساسكي التخلص منهم بصعوبة فيما بعد يرجع ساسكي إلى القرية ويسلم اللفيفة للهوكاجي السابع ناروتو حيث يقومان بفك الشفرة في قسم الرموز والتشفير وتظهر فيما بعد أن محتوى اللفيفة أن الفرد النقي للعائلة الذي يملك الرينغان يستطيع تحويل أي تشاكرا إلى حبوب دواء تمنح الشخص قوة خارقة وشباب لاينتهي

## روابط خارجية
- بوروتو: ناروتو الفلم على موقع IMDb (الإنجليزية)
- بوروتو: ناروتو الفلم على موقع روتن توميتوز (الإنجليزية)
- بوروتو: ناروتو الفلم على موقع نتفليكس (الإنجليزية)
- بوروتو: ناروتو الفلم على موقع ألو سيني (الفرنسية)
- بوروتو: ناروتو الفلم على موقع Turner Classic Movies (الإنجليزية)
- بوروتو: ناروتو الفلم على موقع بوكس أوفيس موجو (الإنجليزية)
- بوروتو: ناروتو الفلم على موقع فيلمافينيتي (الإسبانية)
- بوروتو: ناروتو الفلم على موقع قاعدة بيانات الفيلم (الإنجليزية)
- بوروتو: ناروتو الفلم على موقع ليتربوكسد (الإنجليزية)
- بوروتو: ناروتو الفلم على موقع كينوبويسك (الروسية)